# Chapagua
Pour plus de détails, voir Fiche technique et Distribution.
Chapagua ou L'oro dei bravados est un film italien réalisé par Giancarlo Romitelli, sorti en 1970.

## Synopsis
Deux aventuriers cachent des lingots d'or jusqu'à la fin de la guerre de sécession.

## Fiche technique
- Réalisateur : Giancarlo Romitelli
- Scénariste : Renato Savino
- Production : Copro Films, Capitol Films (en)
- Pays :  Italie
- Genre : Film d'aventure, Western
- Date de sortie : 8 octobre 1970

## Distribution
- George Ardisson : Doc Harrison
- Linda Veras : Moira Shannon
- Boby Lapointe : Chapagua
- Marco Zuanelli : Beretto
- Rik Battaglia : Murphy
- Piero Lulli : Maire / Capitaine Garrett
- Furio Meniconi :
- Umberto Di Grazia (it) :
- Paolo Magalotti :
- Osiride Pevarello (it) :
- Lucio Zarini :
- Pasquale Basile (de) :
- Jack Vitry :
- Jean-Pierre Jumez :